# تشوبوت (محافظة)
تشوبوت (بالإسبانية: Provincia del Chubut – من كلمة "chupat" بلغة التويلتشي وتعني "شفاف"؛ وبالويلزية: Talaith Chubut) هي إحدى محافظات جنوب الأرجنتين. تقع بين خط العرض 42 جنوبًا (الحدود مع محافظة ريو نيغرو) وخط العرض 46 جنوبًا (الحدود مع محافظة سانتا كروز)، وبين سلسلة جبال الأنديز غربًا (الحدود مع تشيلي) والمحيط الأطلسي شرقًا. يعود اسم المحافظة إلى كلمة chupat بلغة شعب التويلتشي، والتي تعني "شفاف"، وكان هذا وصفهم لنهر تشوبوت.
أكبر مدينة في المحافظة هي كومودورو ريفادافيا، وتقع في جنوب تشوبوت، ويبلغ عدد سكانها حوالي 180,000 نسمة. أما العاصمة الإدارية فهي راوسون، ويبلغ عدد سكانها حوالي 40,000 نسمة. من المدن المهمة الأخرى: بويرتو مادرين، تريليو، إيسكويل، وسارميينتو. تُعد مدينة غايمان مركزًا ثقافيًا وديموغرافيًا لمنطقة تُعرف باسم "ي ولادفا" (Y Wladfa)، حيث يتركّز السكان الأرجنتينيون من أصول ويلزية.

### التاريخ
قبل وصول الإسبان إلى الأمريكتين، كان شعب التيويلتشي، وهم سكان أصليون رحّل، يعيشون في منطقة باتاغونيا لآلاف السنين. كانوا يعتمدون على الصيد وجمع الثمار، ويتنقلون عبر الأراضي وفقًا لدورات موسمية أثناء تتبّعهم للطريدة.
في القرنين السابع عشر والثامن عشر، وصل المبشرون الإسبان إلى المنطقة، وأسّسوا حصن سان خوسيه في شبه جزيرة بالديس. لاحقًا، قام السكان الأصليون بتدميره.
في عام 1865، وصل مهاجرون من ويلز إلى تشوبوت على متن السفينة ميموزا، واستقروا في وادي تشوبوت. كانت المنطقة محل نزاع بين تشيلي والأرجنتين حتى عام 1881، حين تخلّت تشيلي عن مطالبتها بها لتجنب دخول الأرجنتين في حرب المحيط الهادئ، وهي الحرب التي كانت تشيلي تخوضها آنذاك ضد كل من بيرو وبوليفيا.
كجزء من حملة غزو الصحراء (Conquista del Desierto)، قامت الأرجنتين بتنظيم إقليم تشوبوت الوطني في عام 1884، وذلك بعد استسلام "إيناكايال"، آخر زعيم من السكان الأصليين، لقوات الحكومة. تم تعيين لويس فونتانا حاكمًا للإقليم. وفي مطلع القرن العشرين، وبعد نهاية حرب البوير، استقر بعض من شعب البوير في بلدة سارميينتو، وفي أعداد أقل في بعض البلدات المجاورة.
بين عامي 1895 و1915، استقر مئات المهاجرين المولودين في إسبانيا وإيطاليا في الجزء السفلي من وادي تشوبوت، إلى جانب أكثر من مئة مهاجر قادمين من تشيلي.
في عام 1944، تم تصنيف الجزء الجنوبي من تشوبوت والشمالي من سانتا كروز كمنطقة عسكرية تحت اسم منطقة كومودورو ريفادافيا العسكرية. وقد تم حلّ هذه المنطقة في عام 1955، وأُعلنت تشوبوت محافظة رسمية. كشفت دراسات أُجريت في خمسينيات القرن العشرين عن وجود ثروات معدنية في المحافظة، سعت الحكومة إلى استغلالها وتنميتها.

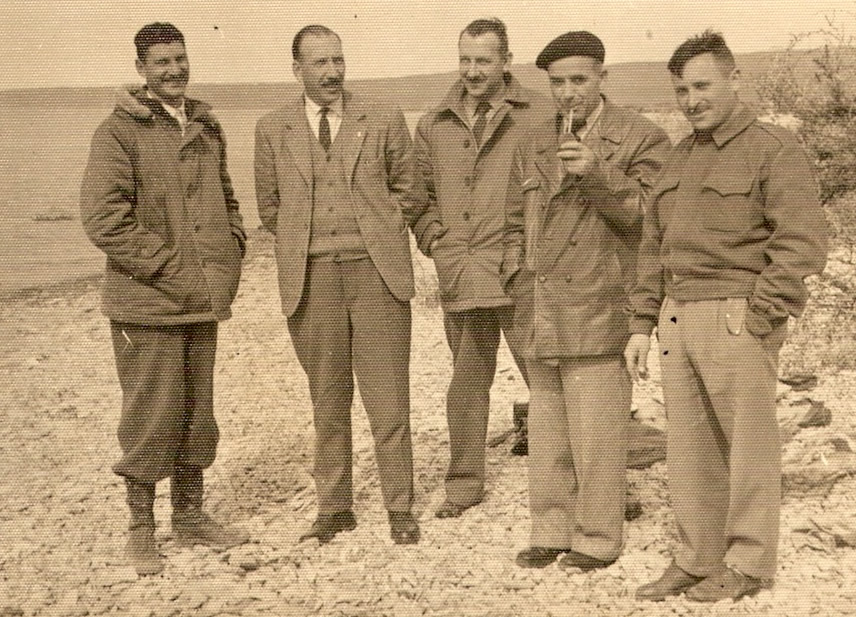
فيكتوريو أنجيليلي، المؤسس لجمعية الجيولوجيا الأرجنتينية (الثاني من اليمين، تقريبًا عام 1950)، وهو الذي كشفت دراسته لثروات تشوبوت المعدنية عن موارد يمكن استخدامها في التنمية الاقتصادية.

شهدت تشوبوت تحولات سكانية في أواخر القرن العشرين، خاصة بسبب الهجرة من بوينوس آيرس، مما أدى إلى ارتفاع عدد السكان بشكل مستمر من 190,000 في عام 1970 إلى 357,000 في عام 1991 ثم إلى 413,237 في عام 2001. قامت الحكومة بتشجيع الناس على إعادة التوطّن في هذه المنطقة. يتركز معظم السكان في المدن الرئيسية، كما استقرّوا أيضًا على طول نهر تشوبوت. أما أغلب المناطق الأخرى، فتقل الكثافة السكانية فيها عن نسمة واحدة لكل كيلومتر مربع.

### الإقتصاد
كانت تشوبوت، لفترة طويلة، من أكثر المقاطعات ازدهارًا في الأرجنتين، لكنها تُعد من أقلها تنوعًا اقتصاديًا. ما يقارب ربع ناتجها المحلي في عام 2006، والذي قُدِّر بـ4.652 مليار دولار أمريكي (أي دخل فردي قدره 11,256 دولارًا)، جاء من قطاع التعدين والنفط. ساهم هذا القطاع، الذي يتركّز أساسًا حول مدينة كومودورو ريفادافيا، في جعل تشوبوت تحتل المرتبة الرابعة وطنيًا من حيث الناتج المحلي الإجمالي للفرد في عام 2011، والذي بلغ 25,250 دولارًا. يُعتبر تكرير النفط النشاط الاقتصادي الرئيسي في المحافظة، إذ يمثّل حوالي 13% من إنتاج النفط في الأرجنتين (معظمها من الحقول البحرية). في 21 مايو 2014، أعلن ميغيل غالوتشيو، ممثل شركة YPF، وحاكم تشوبوت مارتين بوزي عن أول اكتشاف للنفط والغاز غير التقليدي في المحافظة، وذلك من بئر تم تكسيرها هيدروليكيًا في تكوين D-129 من العصر الطباشيري المبكر في حوض خليج سان خورخي. تشوبوت تُنتج حوالي 21% من إجمالي صيد الأسماك في الأرجنتين.
تربية الأغنام، رغم أن إنتاجيتها في القرن الحادي والعشرين تقلّ عن نصف ما كانت عليه في عام 1990، لا تزال تحتفظ بأهميتها على المستوى المحلي. تعرّض هذا القطاع لضربة قوية بعد الحرب العالمية الثانية بسبب ظهور بدائل صناعية للصوف. كما تراجع أكثر نتيجة الاضطرابات السياسية في الأرجنتين والأضرار الناجمة عن الكوارث الطبيعية. ومع ذلك، شهد إنتاج الصوف ارتفاعًا منذ عام 2002، وبلغ مجموع الإنتاج 71,000 طن في عام 2006.

### الجغرافيا

#### التضاريس
تمتد محافظة تشوبوت من المحيط الأطلسي شرقًا إلى جبال الأنديز غربًا، وتضم ثلاث مناطق بيئية متميزة: جبال الأنديز، السهول الوسطى، والمناطق الساحلية. تقع جبال الأنديز في أقصى غرب المحافظة وتمتد في الغالب على طول الحدود مع تشيلي. جبال الأنديز في تشوبوت ليست عالية جدًا، إذ تتراوح ارتفاعات أغلب القمم بين 1,500 و2,000 متر (ما بين 4,900 و6,600 قدم)، وتتناقص تدريجيًا نحو الجنوب. أعلى قمة في المحافظة هي "سيرو دوس بيكوس" (Cerro Dos Picos)، وتقع شرق بحيرة تشوليلا (Lago Cholila)، ويبلغ ارتفاعها 2,515 مترًا (8,251 قدمًا). تعود أصول جبال الأنديز في هذه المحافظة إلى العصر الثالث الجيولوجي، و تفصلها وديان واسعة وعميقة تمتد من الشرق إلى الغرب. تحتوي هذه الوديان على بحيرات جليدية وأنهار تنبع من الجبال وتتجه شرقًا. يُعتقد أن معظم هذه الوديان وُجدت قبل تكوّن جبال الأنديز نفسها. أما البحيرات، والتي تتركز غالبًا في الأجزاء الغربية من المحافظة، فهي ذات أصل جليدي، إذ أدّى تحرّك الأنهار الجليدية خلال العصر الجليدي الأخير إلى تشكّل منخفضات واسعة امتلأت بالمياه لاحقًا، مما أدى إلى تكوّن هذه البحيرات التي نراها اليوم.

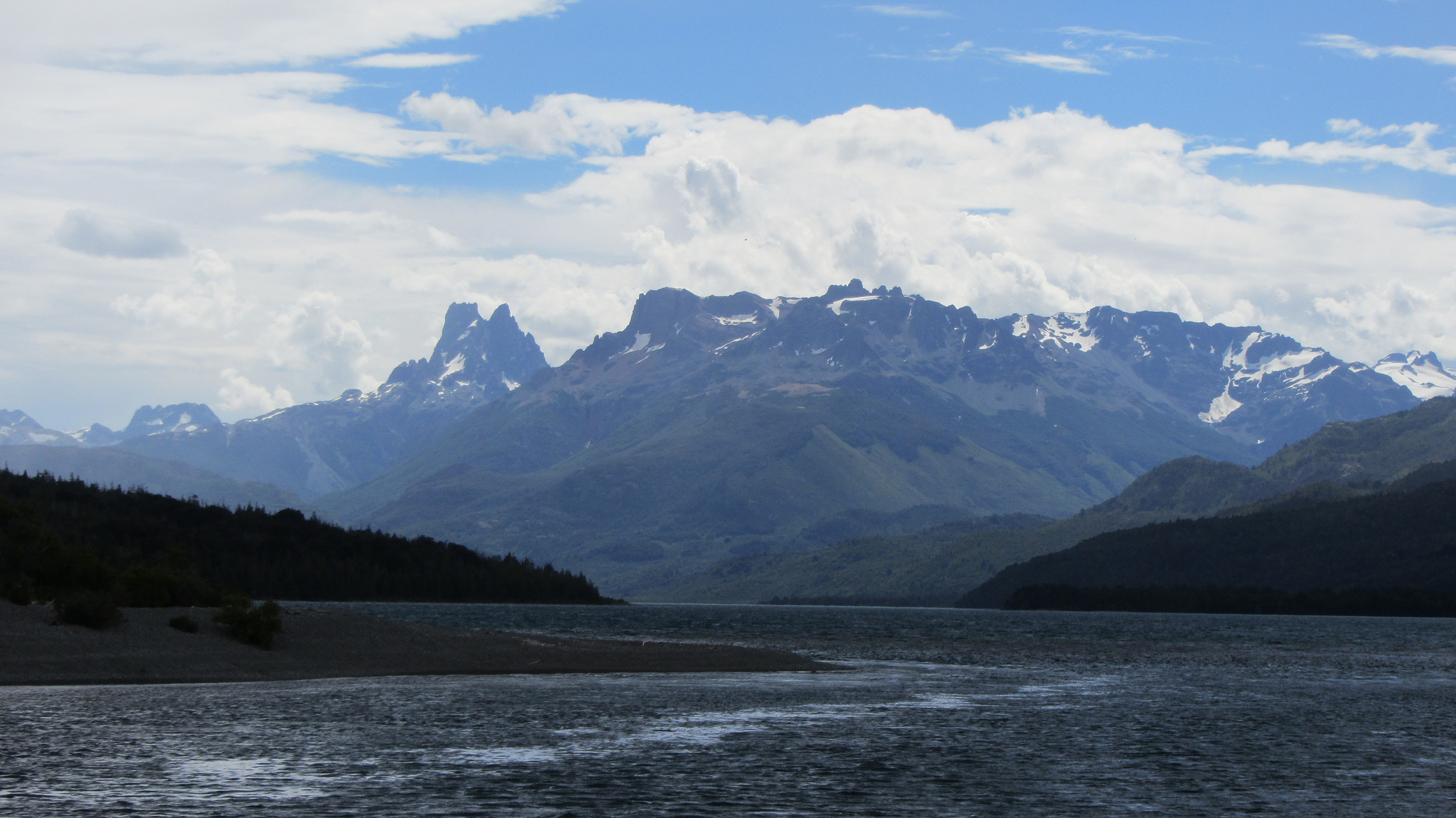
بحيرة تشوليلا

#### المناخ
تتسبّب جبال الأنديز في ارتفاع الرياح الرطبة القادمة من المحيط الهادئ، مما يؤدي إلى هطول معظم التساقطات على الجانب الغربي من السلسلة الجبلية. ونتيجة لذلك، تبقى جميع أجزاء المحافظة، باستثناء المنطقة الأنديزية، جافة.
في المنطقة الأنديزية، يكون المناخ باردًا نسبيًا مقارنةً بخط العرض، وذلك بسبب الارتفاعات الكبيرة هناك وتأثير الرياح القادمة من المحيط الهادئ. تغطي الثلوج قمم الجبال طوال العام تقريبًا. تتراوح كميات الهطول في هذه المنطقة بين 700 ملم و2500 ملم سنويًا، وقد تتجاوز ذلك في بعض المناطق.
أما الأجزاء الوسطى من المحافظة، فلها مناخ جاف يتميز بصيف حار ومشمس، وشتاء بارد، ويبلغ متوسط الهطول السنوي حوالي 200 ملم فقط. كما تُعرف هذه المنطقة برياحها القوية على مدار السنة.
المناطق الساحلية تتمتع بمناخ جاف أو شبه جاف، مع صيف حار لكن قصير، وشتاء بارد. وهي تُعد المنطقة الأكثر اعتدالًا في المحافظة، حيث تسجّل أعلى معدلات درجات الحرارة السنوية. يمثل مناخ الساحل مرحلة انتقالية بين المناخات المعتدلة في الشمال والمناخات الباردة في الجنوب.
تكون درجات الحرارة في الصيف أعلى بكثير مقارنةً بمحافظة سانتا كروز الواقعة جنوبًا، ويرجع ذلك إلى تأثير الهواء شبه الاستوائي القادم من الشمال، إضافةً إلى فرع من تيار البرازيل الدافئ، الذي يمكن أن يصل إلى حدود خط العرض 46° جنوبًا. ونظرًا لقلة اليابسة في نصف الكرة الجنوبي، فإن معظم الجبهات الهوائية الباردة، التي تتحرك عادةً من الغرب إلى الشرق، تفقد قوتها أثناء عبورها المحيط الهادئ. لذلك، لا تكون درجات الحرارة المنخفضة في تشوبوت شديدة كما هي في نصف الكرة الشمالي. وكما هو الحال في باقي منطقة باتاغونيا، يتميز مناخ تشوبوت برياح قوية على مدار السنة، مما يؤدي إلى معدلات تبخّر ونتح عالية، وهو عامل إضافي يفسّر جفاف معظم مناطق المحافظة.

خريطة مناخ كوبن لمحافظة تشوبوت، الأرجنتين

##### درجة الحرارة
تُعد الأجزاء الغربية من محافظة تشوبوت الأبرد، حيث يبلغ متوسط درجة الحرارة السنوي حوالي 8 درجات مئوية، وذلك بسبب الارتفاعات العالية في تلك المنطقة. أما المناطق الساحلية فهي الأدفأ، حيث يتراوح متوسط درجة الحرارة السنوي بين 12 و14 درجة مئوية. في الأجزاء الوسطى من المحافظة، يتراوح المتوسط السنوي بين 10 و12 درجة مئوية، نظرًا لارتفاعها عن المناطق الساحلية.
في فصل الشتاء، يتراوح متوسط درجات الحرارة في أبرد الأشهر بين 6 و7 درجات مئوية في شمال المحافظة، ومن 4 إلى 7 درجات في جنوبها. أما في جبال الأنديز، فقد يقترب المتوسط من 0 درجة مئوية. وعلى عكس نصف الكرة الشمالي، فإن معظم الكتل الهوائية الباردة في المنطقة تأتي من المحيط الهادئ، مما يخفف من برودتها، وبالتالي فإن درجات الحرارة المتجمدة القاسية نادرة. لكن في بعض الأحيان، تصل كتل هوائية باردة من القارة القطبية الجنوبية دون أن تمرّ فوق المحيط، مما يؤدي إلى انخفاض درجات الحرارة بشكل شديد.
في الصيف، يكون التباين الحراري أكبر من فصل الشتاء. في شمال المحافظة، يتجاوز متوسط درجات الحرارة في أكثر الأشهر حرارة 20 درجة مئوية، بينما في الجنوب يتراوح بين 17 و19 درجة، بتأثير من الهواء شبه الاستوائي القادم من الشمال. أما أقصى الأجزاء الغربية من المحافظة، فتُعد الأبرد صيفًا، بمتوسط لا يتجاوز 14 درجة مئوية. تُسجَّل أقسى درجات الحرارة في الأجزاء الوسطى من المحافظة، حيث يمكن أن تتجاوز 40 درجة مئوية صيفًا، وتنخفض إلى أقل من 20 درجة تحت الصفر شتاءً. أدنى درجة حرارة مسجّلة في تشوبوت كانت −33 درجة مئوية في مدينة سارميينتو.

##### الرطوبة و التساقطات
بشكل عام، لا تختلف معدلات الرطوبة النسبية كثيرًا بين مناطق المحافظة، ولا يوجد تباين كبير. في المناطق الساحلية، يبلغ متوسط الرطوبة النسبية حوالي 70%، بينما يتراوح في باقي أنحاء المحافظة بين 50% و60%. الاستثناء الوحيد هو المناطق المرتفعة في جبال الأنديز، في المناطق الأبرد، حيث تكون مستويات الرطوبة أعلى بكثير. أما في أشهر الصيف، فإن مستويات الرطوبة تكون منخفضة نسبيًا.
نظرًا لأن جبال الأنديز تحجب معظم الرطوبة القادمة من المحيط الهادئ، مما يؤدي إلى تساقط أغلب الأمطار على المنحدرات الغربية للسلسلة الجبلية، فإن غالبية أنحاء المحافظة جافة، ويبلغ متوسط الهطول السنوي فيها أقل من 200 ملم. في بعض المناطق من الأجزاء الوسطى للمحافظة، لا يتجاوز الهطول السنوي 100 ملم. أما في الجزء الأنديزي من المحافظة، فإن كمية الهطول تزداد كلما اقتربنا من الحدود مع تشيلي، حيث تتراوح بين 700 ملم وتفوق أحيانًا 3,000 ملم سنويًا. يوجد نمط هطول مشابه للمناخ المتوسطي، كما في وسط تشيلي، في المنطقة الواقعة بين الجزء الأنديزي غربًا والسهوب الجافة شرقًا، حيث يكون الصيف جافًا والشتاء ممطرًا. رغم أن كميات الهطول تختلف بشكل كبير بين مناطق المحافظة، إلا أن جميعها تتلقى كميات أكبر من الأمطار خلال أشهر الشتاء. أما العواصف الرعدية فهي نادرة، ولا تحدث إلا في فصل الصيف.

##### الرياح والشمس
من السمات البارزة لمناخ محافظة تشوبوت هي الرياح القوية التي تُلاحظ في جميع أنحاء المحافظة. تُعد الرياح عاملاً إضافيًا يُساهم في جفاف أغلب مناطق المحافظة، لأنها تُسرّع من تبخّر الرطوبة. تأتي أغلب الرياح من الغرب أو الجنوب الغربي أو الشمال الغربي، ولكن في المناطق الساحلية خلال أشهر الصيف، قد تتكوّن نسائم بحرية عندما تضعف الرياح الغربية، مما يؤدي إلى تشكّل رياح شرقية يمكن أن تتوغل حتى 10 كيلومترات داخل اليابسة. يبلغ متوسط سرعة الرياح حوالي 6 أمتار في الثانية، بينما تُسجّل سرعات أعلى في الجنوب، حيث يتجاوز المتوسط 9 أمتار في الثانية. المناطق المرتفعة تكون أكثر عرضة للرياح من المناطق المنخفضة، مما يجعل المنطقة الأنديزية أكثر رياحًا من المناطق الساحلية. وكما هو الحال في معظم باتاغونيا، تميل الرياح في فصل الصيف إلى أن تكون أقوى من تلك التي تهب في الشتاء.
تتبع أشعة الشمس في المحافظة تدرّجًا من الشمال إلى الجنوب، حيث تنخفض كلما اتجهنا جنوبًا، وخصوصًا خلال فصل الصيف. في الأجزاء الشمالية من المحافظة، يمكن أن تصل مدة سطوع الشمس إلى 10 ساعات يوميًا، بينما في الأجزاء الجنوبية لا تتجاوز 8 ساعات يوميًا. أما في فصل الشتاء، فتتلقى المحافظة ما بين 4 إلى 5 ساعات من الشمس يوميًا.

### وسائل الإعلام

#### الصحف
تشمل الصحف المطبوعة: 
كرونيكا (Crónica) وإل باتاغونيكو (El Patagónico) في كومودورو ريفادافيا.
إل أويستي (El Oeste) في إيسكويل.
إل دياريو دي مادرين (El Diario de Madryn) في بويرتو مادرين.
إل تشوبوت (El Chubut) وخورنادا (Jornada ) في تريليو.
ي درافود (Y Drafod)، صحيفة ناطقة بالويلزية منذ عام 1891.

#### الصحافة الإلكترونية
للصحافة الإلكترونية وجود صغير لكنه متنامٍ في تشوبوت. تمتلك الصحف المطبوعة الست نسخًا إلكترونية تُحدّث كل 24 ساعة. بعض المبادرات الرقمية الجديدة تستغل إمكانيات الويب بشكل أفضل. من هذه المبادرات موقع Infochubut.com، وهو منشور حديث يستخدم الصوت والفيديو والنصوص والصور في تغطية الأخبار، ويوفر منتديات للمشاركة العامة. بدأت بعض المحطات الإذاعية في شمال غرب تشوبوت بنشر بعض المقابلات التي تُجرى في استوديوهاتها عبر الإنترنت.

#### الراديو
تخدم محطات إذاعية بتردد AM المدن الأكثر سكانًا، مثل راديو تشوبوت وراديو ثري في تريليو، وراديو غولفو نويفو في بويرتو مادرين، والراديو الوطني في كومودورو ريفادافيا وإسكويل. كما توجد عدة محطات FM تبث برامج من مكتب مركزي وطني.

#### التلفزيون
تدير الحكومة الإقليمية شبكة تلفزيونية تغطي المحافظة. في تريليو، كومودورو ريفادافيا، إسكويل، بويرتو مادرين، وبعض البلدات الصغيرة، توجد محطات تلفزيونية محلية تنتج برامج محلية تكمل البرامج التي تُبث من شبكات بوينس آيرس.

### السياحة
السياحة هي أيضًا صناعة متنامية في المحافظة. تتمثل المعالم الرئيسية في شبه جزيرة بالديس ومحميات الحياة البحرية الأخرى مثل بونتا تومبو وبونتا نينفاس، حيث يمكن مشاهدة الحيتان الحقيقية، والفقمات، وفيلة البحر، والبطاريق، والأوركا، والعديد من الحيوانات الأخرى. في موقع بونتا تومبو، يوجد أحد أكبر مناطق تكاثر بطاريق ماجلان.
جنوبًا، على الشواطئ قليلة السكان لخليج سان خورخي، يوجد المكان الوحيد في العالم الذي يمكن فيه رؤية بطة تشوبوت البخارية – طائر غريب غير قادر على الطيران. في المنطقة الجبلية (الأنديز)، يُعد منتزه لوس أليرسيس الوطني، والبحيرات الخلابة، ومسارات المشي القريبة من إسكويل من أبرز الوجهات التي يزورها آلاف السياح سنويًا. ويجذب القطار البخاري القديم المعروف باسم "القطار الوطني الباتاغوني القديم" (La Trochita)، الذي اشتهر من خلال الكاتب بول ثيرو، العديد من الزوار إلى إسكيل، وكذلك مركز التزلج "لا هويا". أما الغابة المتحجرة بالقرب من سارمينتو، فهي حديقة تمتد على مساحة 150 كيلومترًا مربعًا وتضم بعضًا من أكبر الأشجار المتحجرة في العالم.